# Jubelkugel
Die Jubelkugel war ein Marzipanprodukt der Firma Niederegger in Lübeck, mit welchem die 700-Jahr-Feier der Reichsfreiheit Lübecks 1926 finanziert wurde.
Die 700-Jahr-Feier der Stadt Lübeck wurde im Jahr 1926 von der Gesellschaft zur Beförderung gemeinnütziger Tätigkeit ausgerichtet, da die Lübecker Kommunal- und Landespolitik sich aufgrund von politischen Querelen zwischen dem sozialdemokratischen Lager und dem nationalkonservativen bürgerlichen Block nicht zu einer Mitwirkung an der Vorbereitung des Fests in der Lage sah. Zur privaten Finanzierung der Feierlichkeiten wurde 1925 auf einen Vorschlag des Lübecker Museumsdirektors Carl Georg Heise die Jubelkugel entwickelt, die von Lübecks Regierendem Bürgermeister Johann Martin Andreas Neumann, dem Schwiegervater Heises, unterstützt wurde. Dabei handelte es sich um eine Marzipankugel des Lübecker Marzipanherstellers Niederegger. Die Jubelkugeln wurden im Rahmen einer Lotterie, der Jubelkugellotterie, verkauft. Die Lotteriegewinne waren in der Marzipankugel enthalten, die also eine frühe Form des heutigen Überraschungseies waren. Jede Kugel kostete eine Reichsmark und jede zehnte Kugel enthielt einen Geldgewinn von einer, zehn oder hundert Reichsmark, in zehn Jubelkugeln waren als Hauptpreise tausend Reichsmark enthalten. Auf 100.000 Jubelkugeln waren so Gewinne von 37.500 RM verteilt. Alle 100.000 Jubelkugeln wurde im Dezember 1925 binnen weniger Tage von in den Stadtfarben weiß-rot gekleideten Jubelkugeljungen mit Bauchladen im Straßenverkauf abgesetzt.